# Still Life (Van-der-Graaf-Generator-Album)
Still Life ist das sechste Studioalbum der britischen Progressive-Rock-Band Van der Graaf Generator. Es wurde 1976 bei Charisma Records veröffentlicht, und wird, obwohl es keine Platzierung in den Musikcharts erreichte, zu den herausragenden Werken der Band zählt.

## Entstehungsgeschichte
Nach der Tournee zum Vorgängeralbum Godbluff begab sich die neu formierte Band vom  12. bis 25. Januar 1976 wieder in die Rockfield Studios bei Monmouth (Wales), um noch nicht aufgenommenes Material fertigzustellen. Bei den Aufnahmen für Godbluff im Juni 1975 waren die Stücke Pilgrims und La Rossa übrig geblieben, die zusammen mit den drei neu eingespielten Stücken, Still Life, My Room (Waiting for Wonderland) und Childlike Faith in Childhood’s End in Still Life aufgenommen wurden. Auch dieses Album entstand in Eigenregie der Band ohne Produzenten.

## Musikstil
Still Life ist stilistisch zweigeteilt: Das druckvolle La Rossa steht als Mittelpunkt des Albums und im Kontrast zu den anderen vier Stücken. Rezensenten beschreiben das Album im Vergleich zu den vorherigen, musikalisch überwiegend düsteren und aggressiven Veröffentlichungen von Van der Graaf Generator als fröhlich und zurückhaltend. Trotzdem sind Teile des Albums geprägt von der für die Band typischen melodischen Musik. Im Gegensatz dazu stehen Peter Hammills äußerst düsteren Texte, deren Stimmung er zusätzlich verstärkt, indem er die sie mehr parlandoartig rezitiert als singt. Textlich zieht sich das Motiv Leben und Tod, passend zum Albumtitel als roter Faden durch das gesamte Werk, was insbesondere im Titelstück deutlich wird.
La Rossa handelt von einer zerbrochenen Beziehung, was gleichfalls Thema in Hammills Soloalbum Over aus dem gleichen Jahr ist und in dessen abschließenden Song ebenfalls „La Rossa“" erwähnt wird.
Das letzte Lied des Albums Childlike Faith in Childhood’s End basiert auf dem Roman Die letzte Generation (Originaltitel: Childhood’s End) aus dem Jahr 1953 von Arthur C. Clarke, der das Aussterben der Menschheit auf der Erde und den Übergang in eine neue Daseinsform beschreibt.

## Titelliste
| Nr. | Titel      | Autor(en)              | Länge |
| --- | ---------- | ---------------------- | ----- |
| 1.  | Pilgrims   | Hammill, David Jackson | 7:12  |
| 2.  | Still Life |                        | 7:25  |
| 3.  | La Rossa   |                        | 9:53  |

| Nr. | Titel                              | Länge |
| --- | ---------------------------------- | ----- |
| 4.  | My Room (Waiting for Wonderland)   | 8:03  |
| 5.  | Childlike Faith in Childhood’s End | 12:24 |

| Nr. | Titel | Bemerkung                                                               | Länge |
| --- | ----- | ----------------------------------------------------------------------- | ----- |
| 6.  | Gog   | Livemitschnitt aus dem Theatr Gwynedd, Bangor (Wales), vom 10. Mai 1975 | 10:29 |

## Veröffentlichungen
Still Life erschien in Europa am 15. April 1976 bei Charisma und in den USA bei Mercury Records als Langspielplatte, die erste CD folgte im April 1987.
2009 wurde eine remasterte Versionen des Albums von Charisma, EMI und Virgin auf CD aufgelegt, die eine Livemitschnitt von Gog aus dem Theatr Gwynedd, Bangor in Wales vom 10. Mai 1975, als Bonustrack enthielt.
Am 3. September 2021 erschien eine 3-Disc Special Edition Box mit zwei Audio-CDs und einer DVD-Audio. Die erste Audio-CD enthält die Titel der Originalveröffentlichung in einer remasterten Version, samt Bonustitel Gog 1975, sowie Still Life und La Rossa aus der BBC Radio 1 John Peel Session vom 1. April 1975, die zweite Audio-CD einen neuen Stereo Mix und als Bonustitel Still Life und Childlike Faith in Childhood’s End, die 1976 live in Paris mitgeschnitten wurden. Die Audio-DVD enthält alle Titel der Audio-CD im hochaufgelösten Stereo- und im Mehrkanalformat DTS 5.1 bzw. Dolby AC-3 5.1. Alle Audioüberarbeitungen wurden von Stephen W. Tayler erstellt.

## Coverart

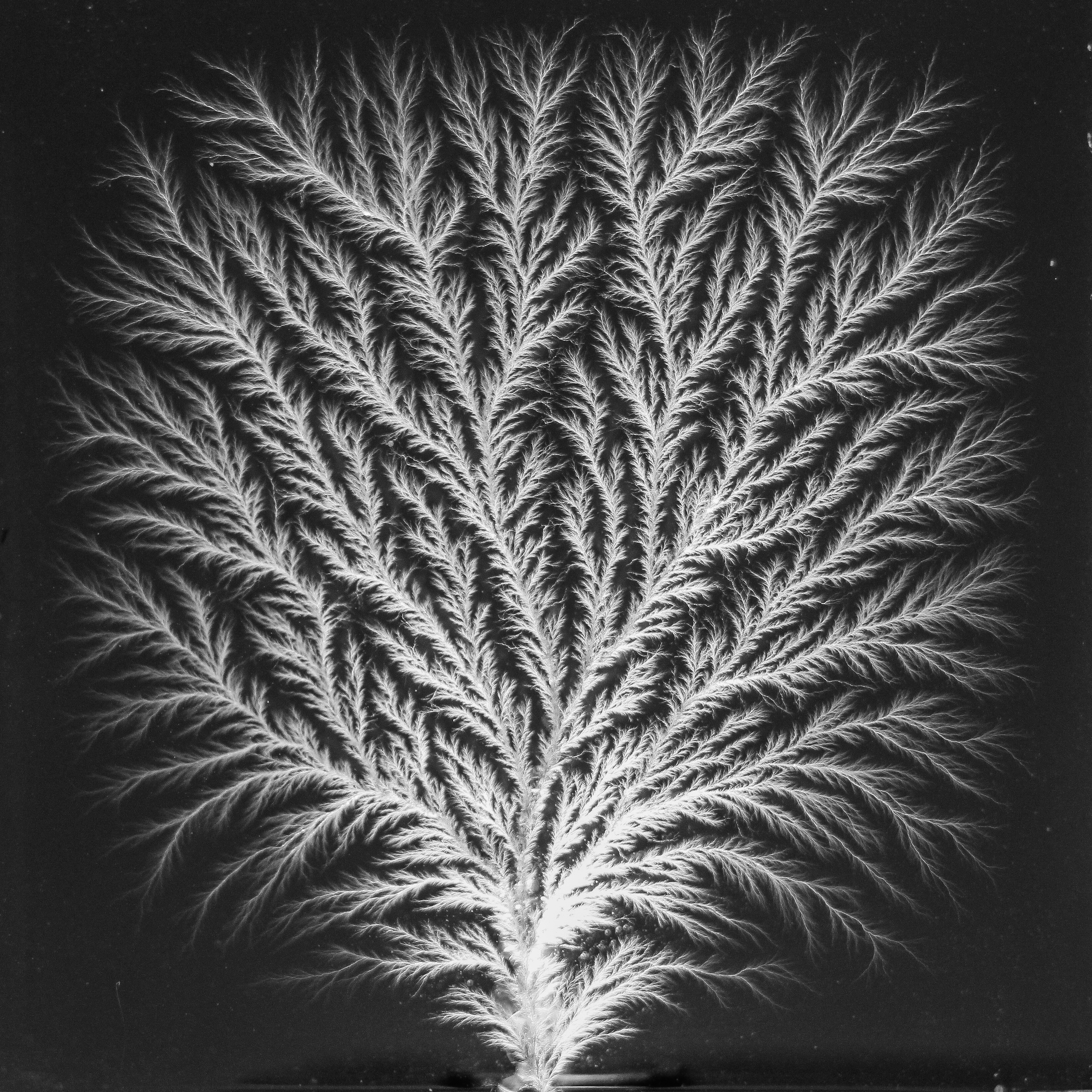
Beispielhafte Fotografie einer Lichtenberg-Figur in einem Acrylgasblock

Das Albumcover ziert die technische Fotografie einer Lichtenberg-Figur von Paul Brierley mit dem von John Pasche entworfenen Bandlogo mit Penrose-Dreieck. Das Foto wurde vom Journalisten Geoff Barton in Sounds beschrieben: „Es ist eigentlich eine in Aktion eingefrorene Aufnahme einer elektrischen Entladung aus einem echten Van-de-Graaff-Generators, die in Acryl gefasst ist.“

## Rezeption
Geoff Barton von Sounds schrieb nach Erscheinen des Albums: „Wo Still Life gegenüber früheren LPs punktet, ist die präzise und genaue Wiedergabe von Hammills Gesang. Er singt nie wirklich, sondern murmelt, schreit, brüllt oder spricht, und diese große Bandbreite an Tonalität hat in der Vergangenheit oft unüberwindbare Probleme für Ingenieure, Techniker und dergleichen dargestellt. Hier jedoch ist es gelungen, jede feine Nuance der Akkorde einzufangen und für mehr Abwechslung zu sorgen, für eine Fülle von Licht und Schatten … Still Life ist ein unverzichtbares Album. Wenn Sie glauben, dass Sie Probleme haben, hören Sie sich Hammills Album an, und Sie werden sich wahrscheinlich nie wieder über irgendetwas Unwichtiges Gedanken machen können.“
Jonathan Barnett vom britischen New Musical Express schrieb über die Songs des Albums: „Sie beginnen mit der Art von morbider Überempfindlichkeit … klugscheißerische, existenzialistische Einzeiler wie diese, begleitet von heimlichen, taumelnden, manischen Melodien, die die persönliche Desorientierung des Ganzen unterstreichen.“
Auch rückblickende, deutschsprachige Kritiken fielen sehr positiv aus, so auf dem Progressive-Rock-Portal Babyblaue Seiten, wo Still Life von vier Rezensenten jeweils 11, 12, 13 und 14/15 Punkten erhielt. Für Günter Schote stellte es „neben den großen Werken von Genesis und Yes einen Höhepunkt der 70er dar.“ Thomas Kohruß meinte, dass Van-der-Graaf-Generator-Interessierte an Still Life „nicht vorbei [kommen], aber eigentlich gilt das für alle an toller, zeitloser Musik interessierten. Einsteiger kommen vielleicht mit diesem Album leichter zurecht, als mit anderen Van Der Graaf-Werken, aber werden möglicherweise ein klein wenig auf eine falsche Fährte gelockt.“ Für Jochen Rindfrey ist es „eines der besten VdGG-Alben.“
Steven McDonald merkte für AllMusic an, dass Hammill-Songs „… ein oder zwei grandiose Konzepte verfolgen - die Folgen der Unsterblichkeit im Titelstück und das große Schicksal der Menschheit im epischen Childlike Faith in Childhood’s End“. McDonald fasste zusammen: „Der wahre Höhepunkt ist jedoch das wunderschöne, nachdenkliche My Room (Waiting for Wonderland) mit seinen Anklängen an Fantasie und Verlust. Ein solches Maß an schmerzlicher Schönheit erreichte Hammill erst wieder mit This Side of the Looking Glass auf [seinem Soloalbum] Over“. Er bewertete das Album mit 4/5 Sternen, wohingegen es in Gästewertung sogar 5/5 Sterne von 359 Benutzern erhielt. Auf dem englischsprachigen Progressive-Rock-Musikportal Prog Archives erreichte es 4,3/5 Sternen von 1707 Benutzern, von denen 54 % die maximale Punktezahl vergaben.
In einem Interview mit Mojo im Jahr 2002 sagte Hugh Banton: „Ich erinnere mich, als ich Still Life gemacht habe, das wahrscheinlich mein liebstes Van der Graaf-Album überhaupt ist, und Charisma kam und sagte: 'Oh, das ist nur ein Lückenfüller'. Das Lückenfüller-Album!? Wir machen keine Lückenbüßer-Alben!“